# Экимян, Алексей Гургенович
Алексе́й Гурге́нович Экимя́н (арм. Ալեքսեյ Հեքիմյան, 10 мая 1927, Баку — 24 апреля 1982, Москва) — советский композитор армянского происхождения, автор популярных песен, Заслуженный деятель искусств Армянской ССР, генерал-майор милиции, заместитель начальника Московского областного УВД.

## Биография
Алексей Экимян родился в Баку в 1927 году, когда его матери было 16 лет. Отец оставил семью. Рос в семье брата матери — военного.
В 1933 году в Ереване Экимян, кроме обычной школы стал учиться в музыкальной, играл на скрипке, однако продолжить образование ему не удалось.
С началом Великой Отечественной войны бросил образование в обеих школах и, чтобы прокормиться, работал на железной дороге.
С 1944 года участвовал в восстановлении Харькова, где подружился с бывшими фронтовиками, которые посоветовали ему пойти работать в милицию. По их настоянию закончил в Харькове вечернюю школу.
В 1946 году вернулся в Ереван и пошёл работать в милицию. В 1947 году его направили учиться в среднюю школу милиции во Владимире.
В 1954 году прошёл конкурс и поступил в Высшую школу МВД СССР в Москве. Во время учёбы стал участвовать в художественной самодеятельности школы МВД, где познакомился с будущей женой Валентиной Михайловной Карповой, певшей в хоре.
В 1957 году для молодёжного международного фестиваля в Москве сочиняет первое произведение — «Фестивальный вальс», получившее на фестивальном конкурсе художественной самодеятельности МВД СССР 1-е место и Почётную грамоту.
С 1957 года, после окончания учёбы, — старший лейтенант, начальник Красностроительского отделения милиции Московской области. Далее руководил Бирюлёвским отделением милиции, городским отделом милиции в Серпухове.
В 1963 году подполковник, возглавил уголовный розыск Московской области. Благодаря своей принципиальности и умению наводить порядок на участках быстро сделал карьеру, дослужился до генеральского звания. Коллеги в погонах даже не представляли, что по вечерам он пишет музыку.
В 1969 году написал первую песню «Случайность» на стихи Е. Долматовского, прозвучавшую по радио только в 1975 году, благодаря исполнению и записи Анны Герман.
В 1970 году получает звание «генерал-майор милиции».
В 1972 году Алексей Экимян пишет цикл песен “Моя Армения” на стихи Ашота Граши. Эти песни приносят ему неожиданный успех и огромную популярность на его исторической Родине.
В 1973 году по предложению Арама Хачатуряна и Оскара Фельцмана А. Экимяна принимают в Союз композиторов СССР. Членский билет вручил лично первый секретарь Союза Тихон Хренников.
В марте 1973 года дал первый большой творческий вечер в московском Доме кино. В конце этого же года подал рапорт об отставке по болезни. Организует небольшой творческий коллектив, в составе которого выступает с концертами по стране. Знакомится с Робертом Рождественским, с которым начинает сотрудничать.
В 1981 году вышла пластинка «Пожелание» с десятью песнями Экимяна в исполнении Вахтанга Кикабидзе.
Прожив две судьбы — генеральскую и композиторскую, А. Экимян оставался скромным человеком. Так, многие знакомые Экимяна только после его смерти узнали о его огромной славе в Армении. Ещё в начале 1970-х годов, создав несколько армянских циклов — около 80 песен на слова армянских поэтов, — он стал в Армении национальным героем. В те же годы Алексей Гургенович получил звание заслуженного деятеля искусств Армении.
Песни Экимяна исполняли Анна Герман, Людмила Зыкина, Иосиф Кобзон, Вахтанг Кикабидзе, Муслим Магомаев, Лев Лещенко, Николай Гнатюк, Георгий Минасян, Лусине Закарян, София Ротару, Нани Брегвадзе, ансамбли «Самоцветы», «Пламя», «Арника» и другие популярные исполнители.
Алексей Гургенович перенёс три инфаркта. На состояние здоровья повлияли сложность его работы в угрозыске, а также творческие метания композитора.
Экимян скончался скоропостижно 24 апреля 1982 года в госпитале МВД, не дожив до 55 лет. Причиной смерти стала болезнь сердца.
По настоянию правительства Армении похоронен в Ереване — в Пантеоне особо почитаемого в городе Тохмахского кладбища.

## Семья
- Отец — Гурген Алексанян, уроженец Карабаха.
- Жена — Валентина Михайловна Экимян[2] (1924—2010), работала преподавателем немецкого языка в Высшей школе МВД СССР в Москве. Похоронена в Москве на Пятницком кладбище (участок №22).
  - Сын[2] — Рафаэль Алексеевич Экимян, полковник милиции в отставке;
  - Сын[2] — Михаил Алексеевич Экимян (род. 1961), композитор. В 1985 году окончил МГК им. П.И. Чайковского (класс композиции).

## Наиболее известные песни
- А глаза всё смотрят на дорогу (Ф. Лаубе), исп. Людмила Зыкина
- А любовь всё жива (В. Боков), исп. Людмила Зыкина
- А с чем сравнить любовь (М. Рябинин), исп. София Ротару
- Ай лазат (Р. Гамзатов/Я. Козловский), исп. Вахтанг Кикабидзе
- Армия державы трудовой (В. Малкин), исп. АПП МВО
- Берегите друзей (Р. Гамзатов/Н. Гребнев), исп. Иосиф Кобзон, Муслим Магомаев, Стахан Рахимов
- Бессердечная (М. Рябинин), исп. Вахтанг Кикабидзе
- В стороне звенигородской (Ф. Лаубе), исп. Галина Ненашева
- Вишнева сопілка (Ю. Рыбчинский), исп. ВИА «Арника»
- Возле леса у опушки (народная), исп. Трио «Рябинушка»
- Вот и весь разговор (Ф. Лаубе), исп. Вахтанг Кикабидзе
- Вся жизнь впереди (Р. Рождественский), исп. ВИА «Самоцветы»
- Гюльсара (М. Танич), исп. Вахтанг Кикабидзе
- Давай тоску разделим пополам (В. Боков), исп. Валентина Дворянинова
- Довга дорога (Б. Стельмах), исп. ВИА «Арника»
- Ереван — это песня (А. Сармен/Н. Горохов), исп. Георгий Минасян
- Если в мире тысяча мужчин (Р. Гамзатов), исп. Иосиф Кобзон
- Если любишь, позови (М. Рябинин), исп. Раиса Мкртычян
- Есть множество слов (И. Шаферан), исп. Вадим Мулерман
- Ещё раз о письмах (В. Лазарев), исп. Майя Кристалинская
- Жалею тебя (Ф. Лаубе), исп. Людмила Зыкина
- Заветные слова (Е. Синицын), исп. Муслим Магомаев
- Золотая Керчь (Ф. Лаубе), исп. Юрий Богатиков
- Золотёна (А. Поперечный), исп. Евгений Беляев
- Как живёте — можете, удальцы мужчины? (Р. Гамзатов/Н. Гребнев)
- Катерина (К. Морозова), исп. ВИА «Арника»
- Керчаночка (Ф. Лаубе), исп. Иосиф Кобзон
- Когда приходит любовь (П. Леонидов), исп. Муслим Магомаев
- Кунак (Р. Гамзатов), исп. Дмитрий Гнатюк
- Лучше нашего солдата не поёт никто (В. Харитонов), исп. Геннадий Белов
- Мать мне пела (М. Карим/Е. Василевская), исп. Вахтанг Кикабидзе
- Мне другой любви не надо (В. Боков), исп. Людмила Зыкина
- Мой бубен (Р. Гамзатов), исп. Анна Герман
- Мой Новороссийск (Ф. Лаубе), исп. Лев Лещенко
- Мы молодые (Р. Гамзатов), исп. Лев Лещенко
- Не говорю, что я красивый (В. Боков), исп. Вахтанг Кикабидзе
- Не надо печалиться (Р. Рождественский), исп. ВИА «Пламя»
- О чём ты говоришь (М. Рябинин), исп. Вахтанг Кикабидзе
- Обо всём не скажешь в песне (И. Шаферан), исп. Вахтанг Кикабидзе
- Ой, зима, зима (В. Боков), исп. Евгений Беляев
- Оптимистическая песня (М. Танич), исп. Вахтанг Кикабидзе
- Песня ветеранов (В. Белов), исп. Владимир Трошин
- Песня о матери (Л. Ошанин), исп. Людмила Зыкина
- Пожелание (Р. Гамзатов/Н. Гребнев), исп. Вахтанг Кикабидзе
- Почему (А. Сагьян), исп. Вахтанг Кикабидзе
- Проклятие (Р. Гамзатов), исп. Юрий Богатиков
- Родилась я на русской земле (Л. Хаустов), исп. Людмила Зыкина
- Русская сказка (Ф. Лаубе), исп. ВИА «Самоцветы»
- Рыбачий посёлок (В. Малков), исп. Иосиф Кобзон
- Седина (Ф. Лаубе), исп. Кр. АПП СА
- Сержантский вальс (М. Кравчук), исп. Иосиф Кобзон
- Синие моря (Е. Долматовский), исп. Олег Анофриев
- Случайность (Е. Долматовский), исп. Анна Герман, Вадим Мулерман, Эдуард Хиль, Арташес Аветян
- Слышишь, юность (М. Пляцковский), исп. Лев Барашков
- Снегопад (А. Рустайкис), исп. Валентина Толкунова, Нани Брегвадзе
- Солдатская любовь (В. Харитонов), исп. Эдуард Хиль
- Солдаты вас благодарят (С. Бенке), исп. АПП МВО
- Солдаты порядка (В. Малков), исп. Владимир Трошин
- Сонячний дощ (Ю. Рыбчинский), исп. ВИА «Арника», Анатолий Мокренко
- Стали танки на привал (Ю. Полухин), исп. Ансамбль МВО
- Старики (Ф. Лаубе), исп. Вахтанг Кикабидзе
- Счастливая песня (М. Рябинин), исп. София Ротару
- Сыновьям (Р. Гамзатов/Н. Гребнев), исп. Дмитрий Гнатюк
- Тамада (М. Танич), исп. Вахтанг Кикабидзе
- Три берёзоньки (В. Боков), исп. ВК «Улыбка»
- Ты навстречу мне идёшь (М. Пляцковский), исп. Евгений Беляев
- У зелёного Тамбова (Л. Ошанин), исп. хор им. Пятницкого
- Удивительный остров (М. Танич), исп. Вахтанг Кикабидзе
- Фронтовая сестра (М. Рябинин), исп. Юрий Богатиков, Арташес Аветян
- Цветёт сирень (М. Рябинин), исп. Тамара Гвердцители
- Чем Россия сильна (Е. Карасёв), исп. Галина Ненашева
- Что-то часто Россия мне снится (С. Бенке), исп. Людмила Зыкина
- Шире круг (И. Резник и В. Гин), исп. Надежда Чепрага
- Это всё зависит только от тебя (Е. Долматовский), исп. Эдуард Хиль
- Это слово — мама (Р. Гамзатов/Н. Гребнев), исп. Вахтанг Кикабидзе
- Я пою о Родине своей (О. Фадеева), исп. Людмила Зыкина
- Я приду (М. Пляцковский), исп. Эдуард Хиль
- Я прошу твоей руки (М. Рябинин), исп. Николай Гнатюк
- Я эти руки женские целую (Р. Гамзатов/И. Озерова), исп. Эдуард Хиль, Юрий Богатиков
- Яблонька (М. Рябинин), исп. ВИА «Верасы»

## Фильмы
- Документальный фильм-концерт «Дороги моей памяти», студия «Ереван» (1979, 27 мин.)[3].
- «Я пою о Родине своей». Фильм-концерт песен композитора Алексея Экимяна. Производство ТО «Экран» Центрального телевидения, 1974 г.
- «Последняя песня», телефильм, телеканал «Россия», телекомпания «Мира-продакшн», 2009 год[4].

## Награды за службу вМВД СССР
- Орден Красной Звезды
- Медаль «За победу над Германией в Великой Отечественной войне 1941—1945 гг.»
- Медаль «За боевые заслуги»
- Юбилейная медаль «За доблестный труд (За воинскую доблесть). В ознаменование 100-летия со дня рождения Владимира Ильича Ленина»
- Медаль «За отличную службу по охране общественного порядка»
- Юбилейная медаль «50 лет советской милиции»
- Три медали «За безупречную службу»: 1-й, 2-й и 3-й степени